# جيوفاني باسيغليا
جيوفاني باسيغليا (بالإيطالية: Giovanni Passiglia)‏ (28 أغسطس 1981 بكاستلفترانو في إيطاليا - ) هو لاعب كرة قدم إيطالي في مركز الوسط. لعب مع إنتر ميلان ونادي أنكونا ونادي برو باتاريا ونادي بيروجيا ونادي بيزا ونادي فيتشينزا وUS Poggibonsi ‏ ونادي أريتسو.